# Riesel
Pour le militant français, voir René Riesel. Pour le mathématicien suédois, voir Hans Riesel.
La ville américaine de Riesel est située dans le comté de McLennan, dans l’État du Texas. Sa population s’élevait à 1 007 habitants lors du recensement de 2010.

## Source
- (en) Cet article est partiellement ou en totalité issu de l’article de Wikipédia en anglais intitulé « Riesel, Texas » (voir la liste des auteurs).